# Солёный (Актюбинская область)
Солёный (каз. Соленый) — станция в Шалкарском районе Актюбинской области Казахстана. Входит в состав Кауылжырского сельского округа. Код КАТО — 156443880.

## Население
В 1999 году население станции составляло 445 человек (223 мужчины и 222 женщины). По данным переписи 2009 года, в населённом пункте проживало 307 человек (153 мужчины и 154 женщины).

## Галерея

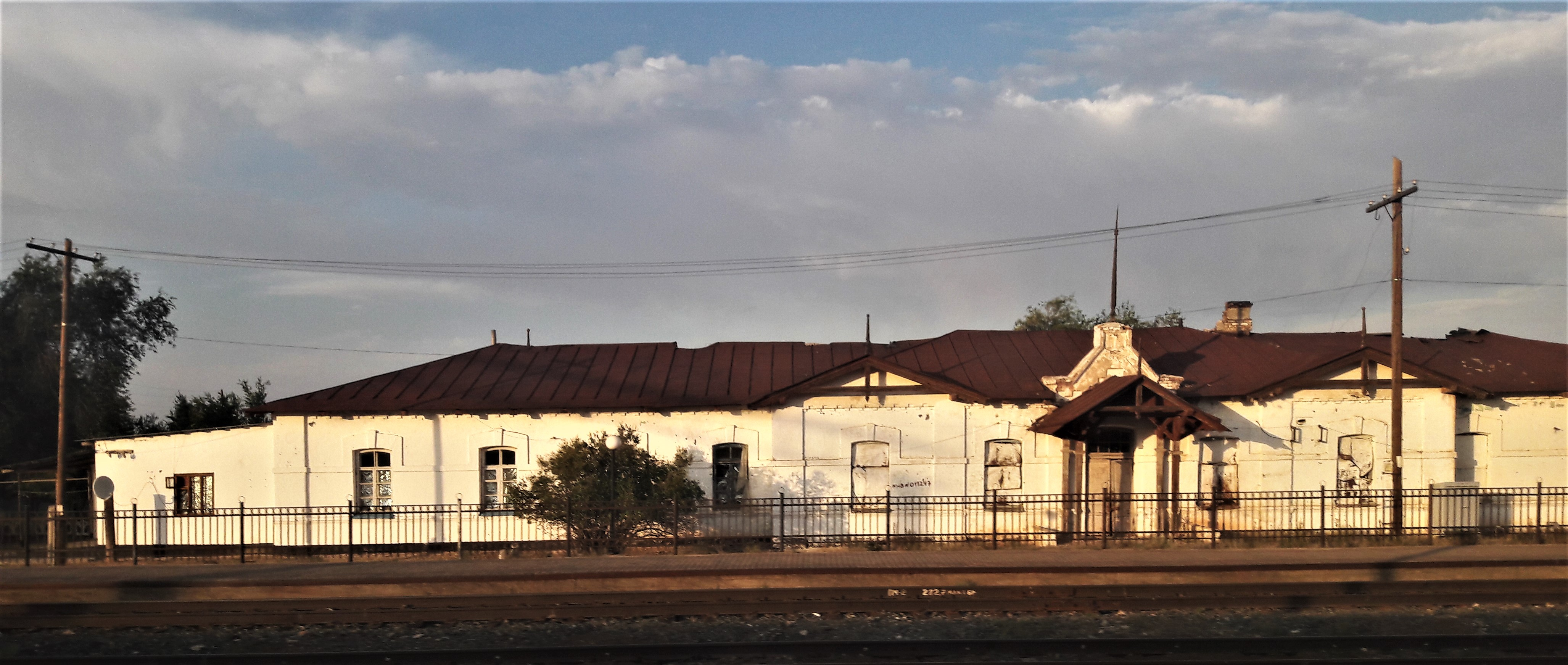
Кайдауыл (Соленый)
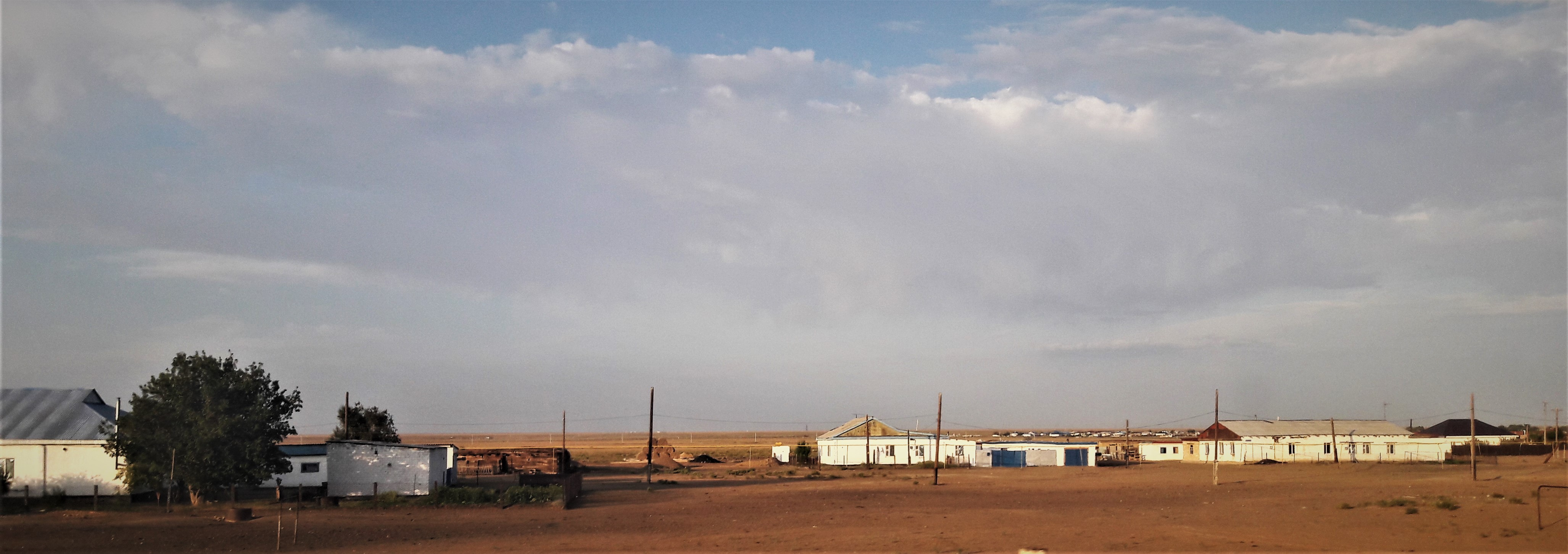
Кайдауыл (Соленый)